# Olimpio Bobbio
Olimpio Bobbio (1896 – Mar del Plata, 23 dicembre 1949) è stato un attore italiano naturalizzato argentino.

## Biografia
Nato in Italia, ma emigrato giovanissimo in Argentina, fu attore del periodo d'oro del cinema argentino partecipando a numerose pellicole in bianco e nero. Sposò l'attrice Maria Santos. Recitò anche in teatro, nel 1936 si è esibito nelle commedie The Lady, Il cavaliere e il ladro, con la moglie e gli attori Evita Duarte, Irma Cordova, Pascual Pelliciotta, Francisco Bastardi, Herminia Franco, Chela Suarez, Margarita Tapia, Adolfo Pisano e Simplicio Alvarez, diretti da José Franco.
Morì il 23 dicembre 1949 in un incidente d'auto.

## Filmografia
Bobbio ha recitato in 15 film:
- Los caballeros de cemento (1933)
- Nace un amor (1938)
- Busco un marido para mi mujer (1938)
- El Loco Serenata (1939)
- El hijo del barrio (1940)
- Napoleón (1941)
- Locos de verano (1942)
- Su esposa diurna (1944)
- Allá en el setenta y tantos (1945)
- Las seis suegras de Barba Azul (1945)
- Llegó la niña Ramona (1945)
- Mosquita muerta (1946)
- Soy un infeliz (1946)
- ¿Por qué mintió la cigüeña? (1949)
- Miguitas en la cama (1949)[2]